# Zodarion
Zodarion is een geslacht van spinnen uit de familie mierenjagers (Zodariidae).

## Soorten
Het geslacht kent de volgende soorten:
- Zodarion abantense Wunderlich, 1980
- Zodarion abnorme Denis, 1952
- Zodarion aculeatum Chyzer, 1897
- Zodarion aegaeum Denis, 1935
- Zodarion aerium Simon, 1890
- Zodarion affine (Simon, 1870)
- Zodarion alacre (Simon, 1870)
- Zodarion algarvense Bosmans, 1994
- Zodarion algiricum (Lucas, 1846)
- Zodarion andalusiacum Jocqué, 1991
- Zodarion atlanticum Pekár & Cardoso, 2005
- Zodarion atriceps (O. P.-Cambridge, 1872)
- Zodarion attikaense Wunderlich, 1980
- Zodarion aurorae Weiss, 1982
- Zodarion bacelarae Pekár, 2003
- Zodarion bactrianum Kroneberg, 1875
- Zodarion beticum Denis, 1957
- Zodarion bicoloripes (Denis, 1959)
- Zodarion bosmansi Pekár & Cardoso, 2005
- Zodarion buettikeri (Ono & Jocqué, 1986)
- Zodarion caporiaccoi Roewer, 1942
- Zodarion caucasicum Dunin & Nenilin, 1987
- Zodarion confusum Denis, 1935
- Zodarion costablancae Bosmans, 1994
- Zodarion couseranense Bosmans, 1997
- Zodarion cyprium Kulczyński, 1908
- Zodarion cyrenaicum Denis, 1935
- Zodarion denisi Spassky, 1938
- Zodarion diatretum Denis, 1935
- Zodarion dispar Denis, 1935
- Zodarion dubium Strand, 1906
- Zodarion duriense Cardoso, 2003
- Zodarion egens Denis, 1937
- Zodarion elegans (Simon, 1873)
- Zodarion emarginatum (Simon, 1873)
- Zodarion epirense Brignoli, 1984
- Zodarion fazanicum Denis, 1938
- Zodarion frenatum Simon, 1884
- Zodarion fulvonigrum (Simon, 1874)
- Zodarion fuscum (Simon, 1870)
- Zodarion gallicum (Provençaalse mierenjager)[3] (Simon, 1873)
- Zodarion germanicum (grote mierenjager)[3] (C. L. Koch, 1837)
- Zodarion geshur Levy, 2007
- Zodarion geticum Weiss, 1987
- Zodarion gracilitibiale Denis, 1933
- Zodarion graecum (C. L. Koch, 1843)
- Zodarion granulatum Kulczyński, 1908
- Zodarion gregua Bosmans, 1994
- Zodarion guadianense Cardoso, 2003
- Zodarion hamatum Wiehle, 1964
- Zodarion hauseri Brignoli, 1984
- Zodarion immaculatum Denis, 1962
- Zodarion isabellinum (Simon, 1870)
- Zodarion italicum (oranje mierenjager)[3](Canestrini, 1868)[4]
- Zodarion jozefienae Bosmans, 1994
- Zodarion judaeorum Levy, 1992
- Zodarion kabylianum Denis, 1937
- Zodarion korgei Wunderlich, 1980
- Zodarion lindbergi Roewer, 1960
- Zodarion luctuosum (O. P.-Cambridge, 1872)
- Zodarion ludibundum Simon, 1914
- Zodarion lusitanicum Cardoso, 2003
- Zodarion lutipes (O. P.-Cambridge, 1872)
- Zodarion luzonicum Simon, 1893
- Zodarion machadoi Denis, 1939
- Zodarion maculatum (Simon, 1870)
- Zodarion mallorca Bosmans, 1994
- Zodarion marginiceps Simon, 1914
- Zodarion martynovae Andreeva & Tyschchenko, 1968
- Zodarion merlijni Bosmans, 1994
- Zodarion minutum Bosmans, 1994
- Zodarion modestum (Simon, 1870)
- Zodarion morosum Denis, 1935
- Zodarion murphyorum Bosmans, 1994
- Zodarion musarum Brignoli, 1984
- Zodarion nesiotes Denis, 1965
- Zodarion nesiotoides Wunderlich, 1992
- Zodarion nigriceps (Simon, 1873)
- Zodarion nitidum (Audouin, 1826)
- Zodarion odem Levy, 2007
- Zodarion ohridense Wunderlich, 1973
- Zodarion pallidum Denis, 1952
- Zodarion petrobium Dunin & Zacharjan, 1991
- Zodarion pileolonotatum Denis, 1935
- Zodarion pirini Drensky, 1921
- Zodarion pseudoelegans Denis, 1933
- Zodarion pusio Simon, 1914
- Zodarion pythium Denis, 1935
- Zodarion remotum Denis, 1935
- Zodarion reticulatum Kulczyński, 1908
- Zodarion rhodiense Caporiacco, 1948
  - Zodarion rhodiense nigrifemur Caporiacco, 1948
- Zodarion rubidum (sepia mierenjager)[3] Simon, 1914
- Zodarion rudyi Bosmans, 1994
- Zodarion ruffoi Caporiacco, 1951
- Zodarion sardum Bosmans, 1997
- Zodarion scutatum Wunderlich, 1980
- Zodarion segurense Bosmans, 1994
- Zodarion soror (Simon, 1873)
- Zodarion spasskyi Charitonov, 1946
- Zodarion spinibarbis Wunderlich, 1973
- Zodarion styliferum (Simon, 1870)
  - Zodarion styliferum extraneum Denis, 1935
- Zodarion tadzhikum Andreeva & Tyschchenko, 1968
- Zodarion talyschicum Dunin & Nenilin, 1987
- Zodarion testaceofasciatum Spassky, 1941
- Zodarion thoni Nosek, 1905
- Zodarion timidum (Simon, 1874)
- Zodarion trianguliferum Denis, 1952
- Zodarion tunetiacum Strand, 1906
- Zodarion turcicum Wunderlich, 1980
- Zodarion vanimpei Bosmans, 1994
- Zodarion variegatum Denis, 1956
- Zodarion vicinum Denis, 1935
- Zodarion viduum Denis, 1937
- Zodarion walsinghami Denis, 1937
- Zodarion zebra Charitonov, 1946